# جوليوس إدغار أرب
جوليوس إدغار أرب (بالبرتغالية: Julius Edgar Arp‏) (مواليد 15 أغسطس 1919) هو سبّاح برازيلي، مثّل بلاده في الألعاب الأولمبية الصيفية 1936.

## روابط خارجية
جوليوس إدغار أرب على موقع الاتحاد الدولي للسباحة (الإنجليزية)
- جوليوس إدغار أرب على موقع أوليمبيديا (الإنجليزية)